# Astro Boy
Astro Boy (鉄腕アトム, Tetsuwan Atomu, literalmente, "Poderoso Atom") é um mangá de Osamu Tezuka produzido de abril de 1952 a março de 1968, ganhando diversas adaptações para a televisão em anime.
Por ter sido a primeira série animada exibida no Japão, tornou-se referência na área. As transmissões tiveram início a partir de 1963, com seu sucesso deram origem à indústria japonesa de animação.
Um longa-metragem em CGI foi lançado em 2009.

## Enredo
Tetsuwan Atom (conhecido na dublagem como "Astro Boy") é uma série de ficção científica ambientada em mundo futurístico, onde androides convivem com seres humanos. A série tem seu foco nas aventuras do personagem título, "Atom", um poderoso robô criado pelo chefe do Ministério da Ciência, Dr. Tenma, para substituir seu filho Tobio, que havia falecido em um acidente automobilístico. Dr. Tenma construiu Astro à semelhança de Tobio e o tratava com tanto afeto quanto tratava o Tobio verdadeiro, mas logo percebeu que aquele pequeno androide não poderia preencher o vazio da perda de seu filho, principalmente porque o robô Tobio não podia crescer ou expressar a estética humana (em uma parte do mangá, o robô Tobio aparece preferindo as formas mecânicas dos cubos ao invés das formas orgânicas das flores). Na edição original de 1952 e anime de 1963, Tenma rejeitou o robô e acabou vendendo-o para um dono de circo cruel chamado Hamegg pelo qual remearia o robô Tobio como Atom.
Algum tempo depois o Professor Ochanomizu, o novo chefe do Ministério da Ciência, viu uma apresentação de Atom no circo e tentou convenceu Hammeg a entregar-lhe, porém ele se recusa.
Mais tarde, após um acidente o circo pega fogo e os robôs do circo pelos quais Hamegg tentou descartar acabaram salvando as pessoas que estavam assistindo o circo e Atom então salva seu dono mais tarde.
Após esse evento, robôs acabam ganhando direitos iguais aos humanos e Dr. Ochanomizu finalmente tira Atom de suas mãos.
Então, ele o levou e passou a tratá-lo de maneira gentil e afetuosa, tornando-se seu tutor legal. Logo ele percebeu que Atom era dotado de poderes e habilidades superiores, e também da capacidade de expressar emoções humanas.
Atom então começa a combater crimes, o mal e a injustiça. A maior parte de seus inimigos são robôs que odeiam humanos, robôs raivosos, humanos que odeiam robôs, gângsteres ou aliens invasores. Quase todas as histórias incluíam uma batalha de Atom contra outros robôs.
Após várias aventuras ele consegue uma família robô incluindo pais robóticos, um irmão chamado Cobalt e uma irmã chamada Uran.
No anime de 1963, Atom também ganhou um irmão na forma de bebê chamado Chi-tan.

## Mídia
Mangá
O mangá foi publicado originalmente na revista Shonen da editora Kobunsha entre 1952 e 1968 e compilados em 23 volumes.
Entre 2000 e 2002, protagonizou mangás educativos com as biografias de Helen Keller, Albert Einstein, Madre Teresa, Beethoven e Anne Frank.
De 2003 a 2009, Naoki Urasawa com a ajuda de Takashi Nagasaki, escreveu uma série inspirada em Astro Boy, Pluto, entre 2003 e 2004, a editora Shogakukan publicou um mangá em três volumes por Akira Himekawa, baseado no anime de 2003.
Histórias em quadrinhos não-oficiais
A editora Gold Key Comics, selo de quadrinhos da Western Publishing, publicou uma história em uma revista one-shot publicada em 1965 e na Edição 285 da revista "March of Comics", a Gold Key afirmava que possuía licença da NBC Enterprises, anos mais tarde Osamu Tezuka declarou que essa adaptação não foi autorizada por ele. Na década de 1970, na Argentina, a Editorial Mo.Pa.Sa. publica a revista Las Fantásticas Aventuras de Astroboy, ilustrada por Norberto Vecchio e Prys.
Outra revista de Astro Boy foi publicada pela american Now Comics em 1987, ilustrada por Ken Steacey, novamente sem licença oficial. A editora também publicou revistas de Speed Racer.
Histórias em quadrinhos licenciadas
Por conta do lançamento do filme em CGI de 2009, a IDW Publishing conseguiu a licença para produzir histórias em quadrinhos ambientadas no universo do filme.
Anime
O anime original foi produzido em 1963 pela Mushi Production, essa série em preto e branco foi a primeira série de anime regular exibida no Japão, o segundo anime, dessa vez colorido foi produzido em 1980 e o terceiro foi produzido em 2003.
Em 2014, foi anunciada a série Robot Atom,  co-produzida pela Tezuka Productions e o Channel Tv da Nigéria.
Em 2015, foi anunciada a série animada Astro Boy Reboot, co-produzida pela Tezuka Productions, Shibuya Productions e Caribara Animation.

### Filmes
- Astro Boy: Hero of Space (1964)
- Astro Boy: Shinsen-gumi (1985)
- Astro Boy: Mighty Atom - Visitor of 100,000 Light Years, IGZA (2005)
- Astro Boy (2009)

## No Brasil
No Brasil, Astro Boy de 1963 foi exibido na TV Globo no bloco Sessão Zás Trás (segundo uma grade de programação do dia 17 de maio de 1967), a dublagem está perdida mas tem chances de ter sido dublado na Cinecastro. Mais tarde, entre 1972 e 1973, também foi exibido na TV Difusora e na Record.
O anime de 1980 até o momento não foi dublado.
O anime de 2003 foi exibido pelo Cartoon Network, pela Rede Globo na TV Globinho, e posteriormente, foi exibido pelo canal Loading.
Em 2007, a Panini Comics publicou o mangá de Akira Himekawa.
O brasileiro Maurício de Sousa foi amigo de Tezuka nos anos 80, em 2012, fez um crossover entre os seus personagens e os de Tezuka em Turma da Mônica Jovem #43.
Na CCXP de 2022, a Editora JBC anunciou que publicará o mangá no Brasil em 2023.

## Em Portugal
Em Portugal, o anime passou na TVI nos anos 2000, entre os programas "Beyblade" e "Winx Club". Mais tarde, exibiu nos anos 2010 na SIC K. 